# Zichower Wald – Weinberg
Das Naturschutzgebiet Zichower Wald – Weinberg liegt auf dem Gebiet der Gemeinde Zichow im Landkreis Uckermark in Brandenburg.
Das Gebiet mit der Kenn-Nummer 1483 wurde mit Verordnung vom 1. Februar 1997 unter Naturschutz gestellt. Das rund 116,6 ha große Naturschutzgebiet erstreckt sich nördlich des Wohnplatzes Zichow-Lindenwegsiedlung und südlich von Zehnebeck, einem Wohnplatz der Gemeinde Gramzow. Südwestlich verlaufen die B 166 und die Landesstraße L 280, östlich fließt die Randow.